# 咖啡杯套

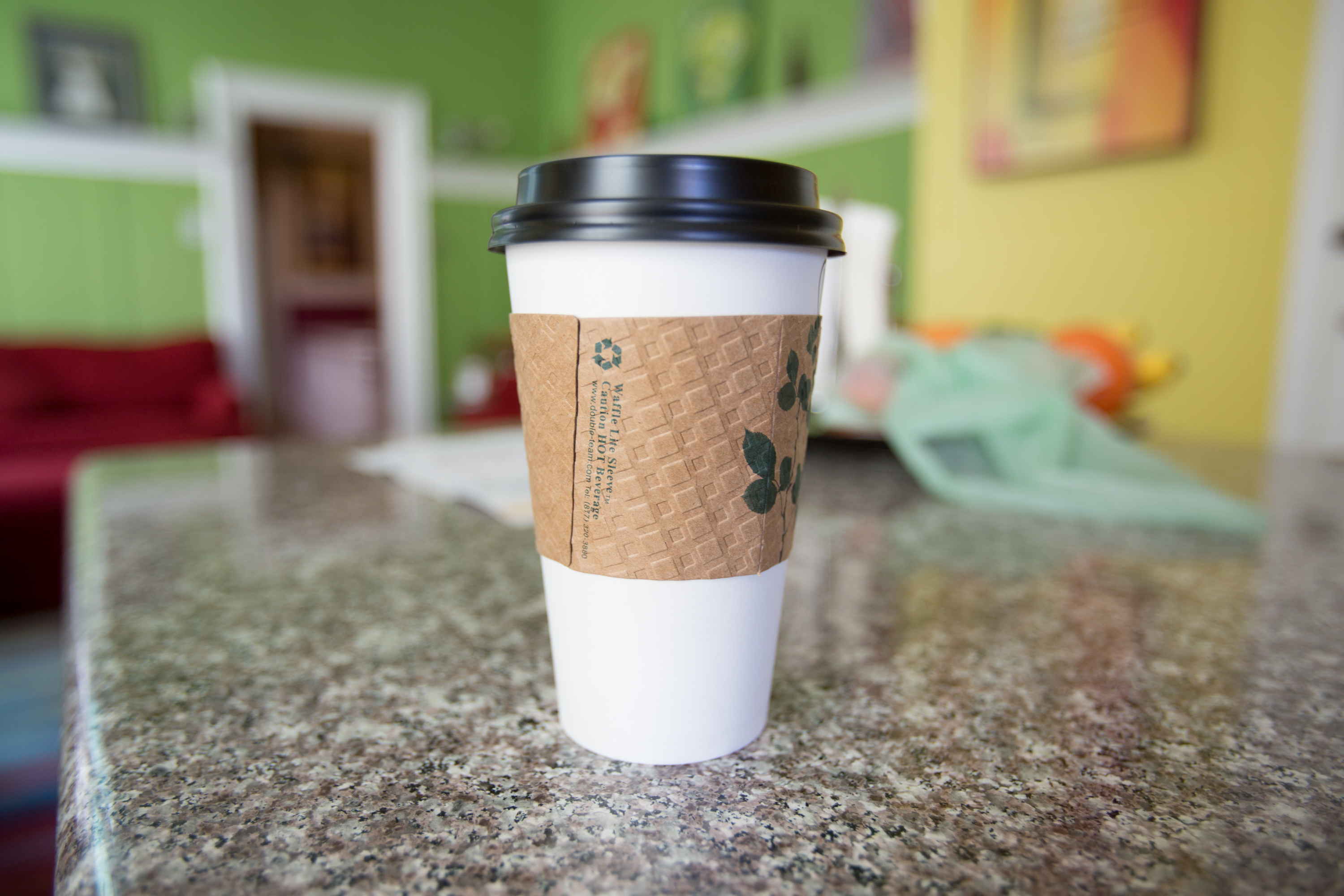
咖啡杯外加上咖啡杯套，在拿熱咖啡時較不容易燙到

咖啡杯套（Coffee cup sleeves）是形狀類似圓柱形的隔熱杯套，緊密的套在沒有握把的咖啡紙杯外，避免拿熱咖啡時燙到。咖啡杯套的材質一般會用有質感的紙板，但也有其他的材質。咖啡杯套讓咖啡店或 快餐店不用為了避免客人燙到，而在一杯熱咖啡外再多加一個紙杯來隔熱。
咖啡杯套是在1991年由Jay Sorensen發明，Sorensen在載他女兒Ryeder去學校時，咖啡灑在膝蓋上，因而發明了咖啡杯套。咖啡杯套最早是在1995年時出現在西雅圖咖啡節上，之後Sorensen夫婦就收到許多咖啡杯套的訂單。
在1995年申請专利（商标名稱是Java Jacket）。
咖啡杯套目前是使用一次性紙杯裝咖啡的咖啡廳或其他店家常用的物品。咖啡杯套可以客製化印製店家的标志或店名。許多咖啡廳都有專屬的咖啡杯套。也有許多的專利包括了不同種類的咖啡杯套以及其概念，也有人聲稱他們發明了咖啡杯套。
有許多製造咖啡杯套的公司。在美國有國際紙業、LBP Manufacturing、 Java Jacket和Labansat & Schulz Manufacturing。
咖啡杯套可以訂製，可以直接在杯套上印上標誌或品牌。很多咖啡店都有客製化印刷的咖啡杯套。
咖啡套不應與固定杯架混淆。

## 可提式杯套
可提式杯套是由咖啡杯套進行改良，可以手提之杯套。較為常見的是將紙板咖啡杯套加入提把，有可提起的功能，又可以分為「單環式提把構造」和「雙環式提把構造」兩種，已申請中華民國專利。